# SMS (Frequenzband)
Das SMS-Band heißt Satellite Media Services oder Satellite Message Services 
und bedeutet frei übersetzt etwa: Satellitenmedienband oder Satellitennachrichtenband. Es ist ein Frequenzbereich des Ku-Bandes.
Der Frequenzbereich wurde Ende der 1970er-Jahre für Nachrichtensatelliten vergeben und sollte wohl überwiegend der Übertragung von Rundfunksendungen von Ü-Wagen aus zur Sendezentrale und von Sendezentralen untereinander dienen sowie der Zuführung zu Kabelnetzen. 
Jedoch wurde das SMS-Band ab Ende der 1980er-Jahre auch von Fernmeldesatelliten genutzt, die als Fernsehsatelliten ihre Programme direkt an den Zuschauer ausstrahlten. Siehe: DFS-Kopernikus.

## Frequenzen
Downlink: 12,5 – 12,75 GHz. 
Als Uplinkfrequenzbereich teilte sich das SMS-Band ursprünglich zusammen mit dem FSS-Band den Bereich zwischen 14,0 und 14,5 GHz. Dies ist auch heute noch bei vielen Nachrichtensatelliten der Fall. 
Das war bei Satellitensystemen mit vielen co-positionierten Satelliten nicht möglich. Deshalb wird z. B. beim Astra-Satellitensystem der Uplink zwischen 13,75 und 14,0 GHz durchgeführt. 
Als Polarisationsrichtungen sind "horizontal" und "vertikal" vorgeschrieben.